# Моњки
Моњки (пољ. Mońki) град је у Пољској у Војводству подласком. По подацима из 2012. године број становника у месту је био 10 396.

## Становништво
| 2012.  |
| ------ |
| 10 396 |